# Andropogon cordatus
Andropogon cordatus är en gräsart som beskrevs av Jason Richard Swallen. Andropogon cordatus ingår i släktet Andropogon och familjen gräs.
Artens utbredningsområde är Bolivia. Inga underarter finns listade i Catalogue of Life.